# Экервальд, Карл-Йоран
Карл-Йоран Экервальд (швед. Carl-Göran Ekerwald; 30 декабря 1923, Эстерсунд — 8 апреля 2025) — шведский писатель, литературный критик и педагог.

## Биография
Родился 30 декабря 1923 года в Эстерсунде, Швеция.
Экервальд вырос в деревне Энге в приходе Оффердал в сельской местности Западной Ютландии, где его отец работал окружным лесничим. После окончания Эстерсундской гимназии он учился в Уппсальском университете, где в 1949 году получил степень магистра гуманитарных наук. Впоследствии он был учителем, а затем ректором в Свенставике. В 1986 году он стал почётным доктором философии Университета Умео. 
В своих работах, включая «Фонарь Диогена» (1983) и «Дети Цицерона» (1992), он защищает гуманистическое образование и демократические ценности, а также литературную классику со времён античности. Он внёс важный вклад в распространение знаний о персидской культуре и суфизме, не в последнюю очередь благодаря книгам «Персидская антология» (1976) и «Персидский бальзам» (2007). В книге «Гнев и желание – Введение в Руми» (2016) он собрал размышления, основанные на 70-летнем чтении суфийского мистика Джалал ад-дина Руми. Среди его работ — сборник рассказов «Кумминокерн», выпущенный в 1962 году, и «Скогвактаренс пойке», опубликованный в 2002 году. За достижения в области литературы и науки он был удостоен премии Доблоуга в 1987 году.
С 1945 года он был женат на Анне Экервальд вплоть до её смерти в 2009 году. С 2010 года он жил вместе с писательницей Сигрид Кале до её смерти в 2013 году.
30 декабря 2023 года ему исполнилось 100 лет. Скончался 8 апреля 2025 года на 102-м году жизни.